# Ostredok (Wielka Fatra)
Ostredok (1596 m) – najwyższy szczyt w grupie górskiej Wielkiej Fatry na Słowacji.

## Topografia
Jest to dwuwierzchołkowy szczyt znajdujący się w południowej części Wielkiej Fatry, w jej części zwanej Halną Fatrą (słow. Hôľna Fatra). Leży w głównym grzbiecie wyróżniającym się w tej grupie górskiej, lecz już poza wododziałem Wagu i Hronu, ok. 3 km na północny zachód od zwornikowej Krížnej. Od zachodu jego stoki opadają ku Dedošovej dolinie. Wierzchołek północno-zachodni tworzy krótki grzbiet oddzielający Vratną dolinę od dolinki Veterné (obydwie są odgałęzieniami Dedošovej doliny). Ku wschodowi z Ostredoka odchodzi grzbiet z wierzchołkiem Ostré brdo (1319 m). Grzbiet ten oddziela Suchą dolinę będącą górnym ciągiem Revúckiej doliny od Zelenej doliny – odgałęzienia Revúckiej doliny.

## Geologia i morfologia
W profilu wspomnianego grzbietu obły wierzchołek Ostredoka jedynie nieznacznie przewyższa sąsiednie wzniesienia. Halna, gładko modelowana rzeźba szczytu, podobnie jak całego odcinka grzbietu na południe od niego po Krížną, wynika stąd, że fragment ten budują mniej odporne margle tzw. płaszczowiny kriżniańskiej. Niżej, na zachodnim ramieniu Ostredoka, nad Dedošovą doliną, występują już odporniejsze wapienie tzw. płaszczowiny choczańskiej, budujące skaliste Štrochy (1386 m). Podobnie jest po przeciwnej stronie, gdzie Ostredok wysyła na wschód długie, zalesione ramię ze szczytem Ostré brdo. Skalne utwory tego ramienia zostały wypreparowane w izolowanej czapie wapieni płaszczowiny choczańskiej, leżącej na podłożu z margli.

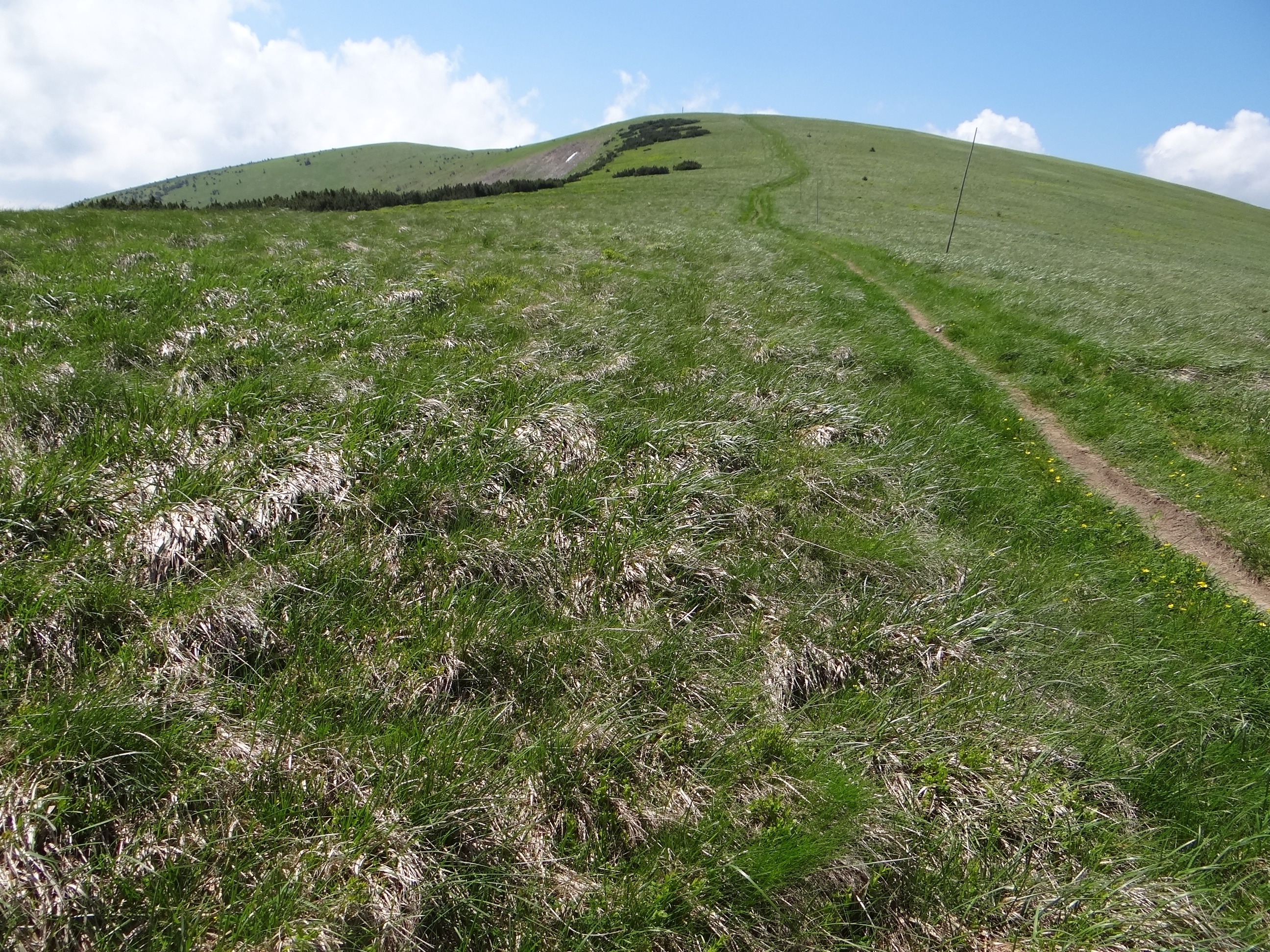
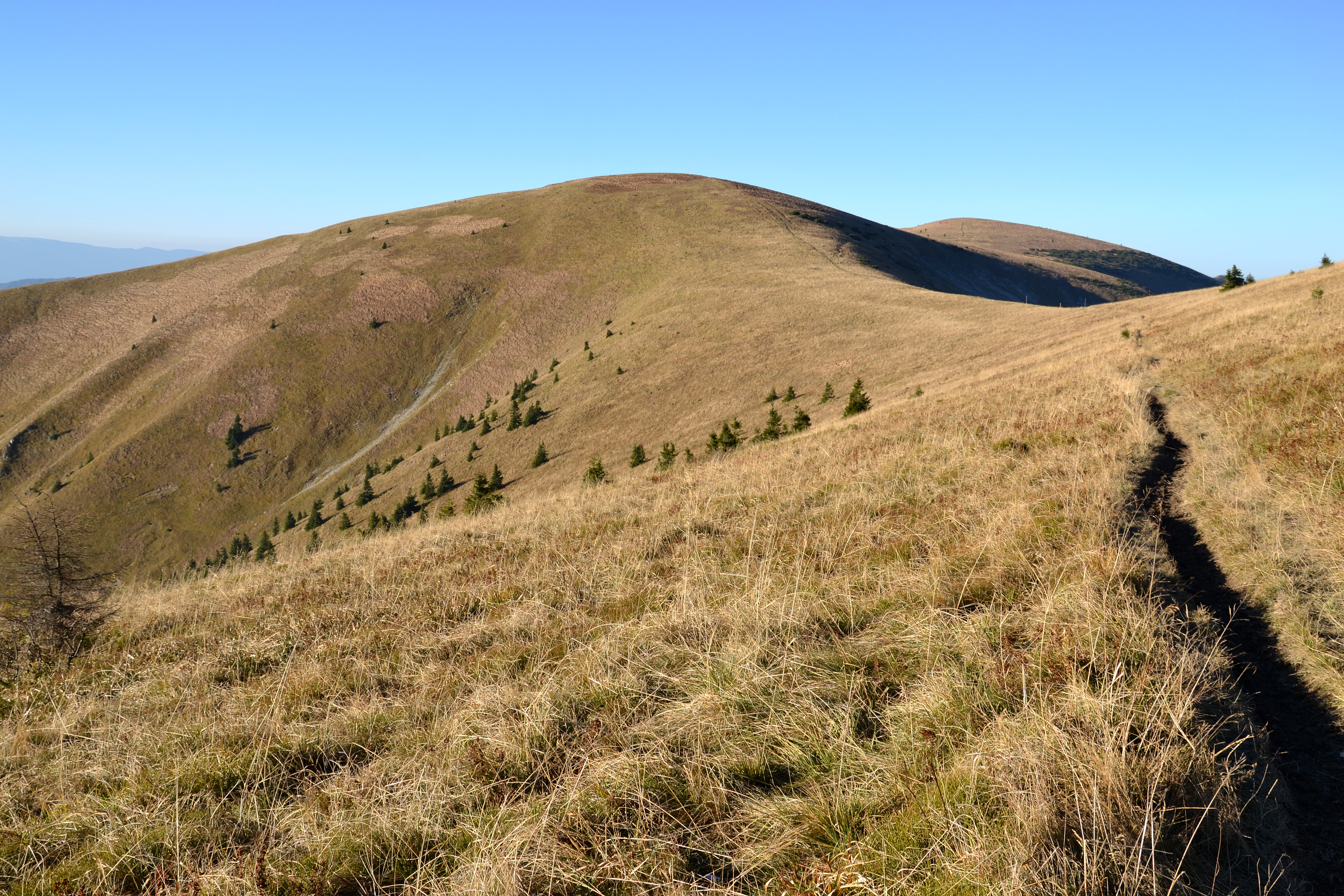
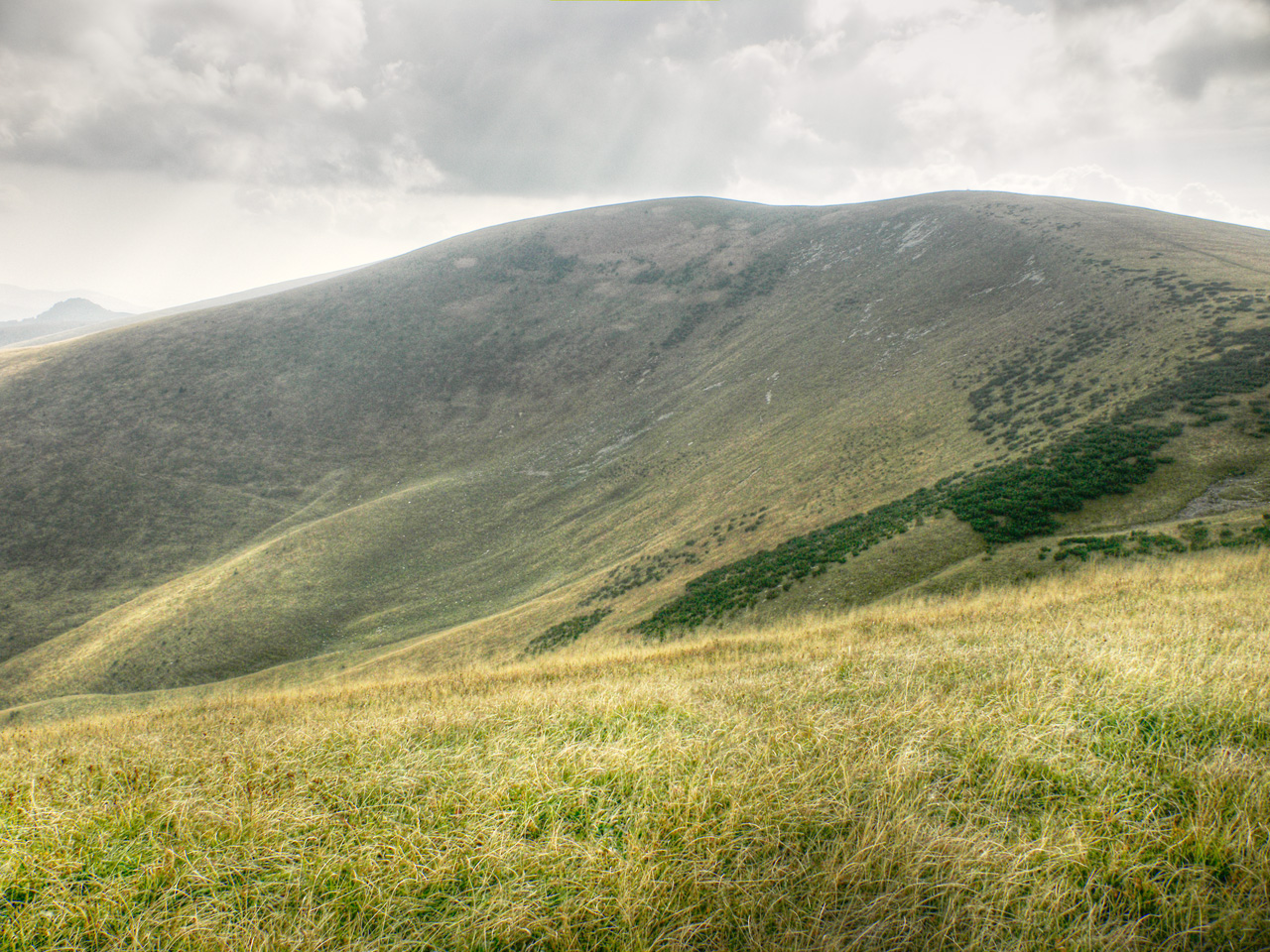
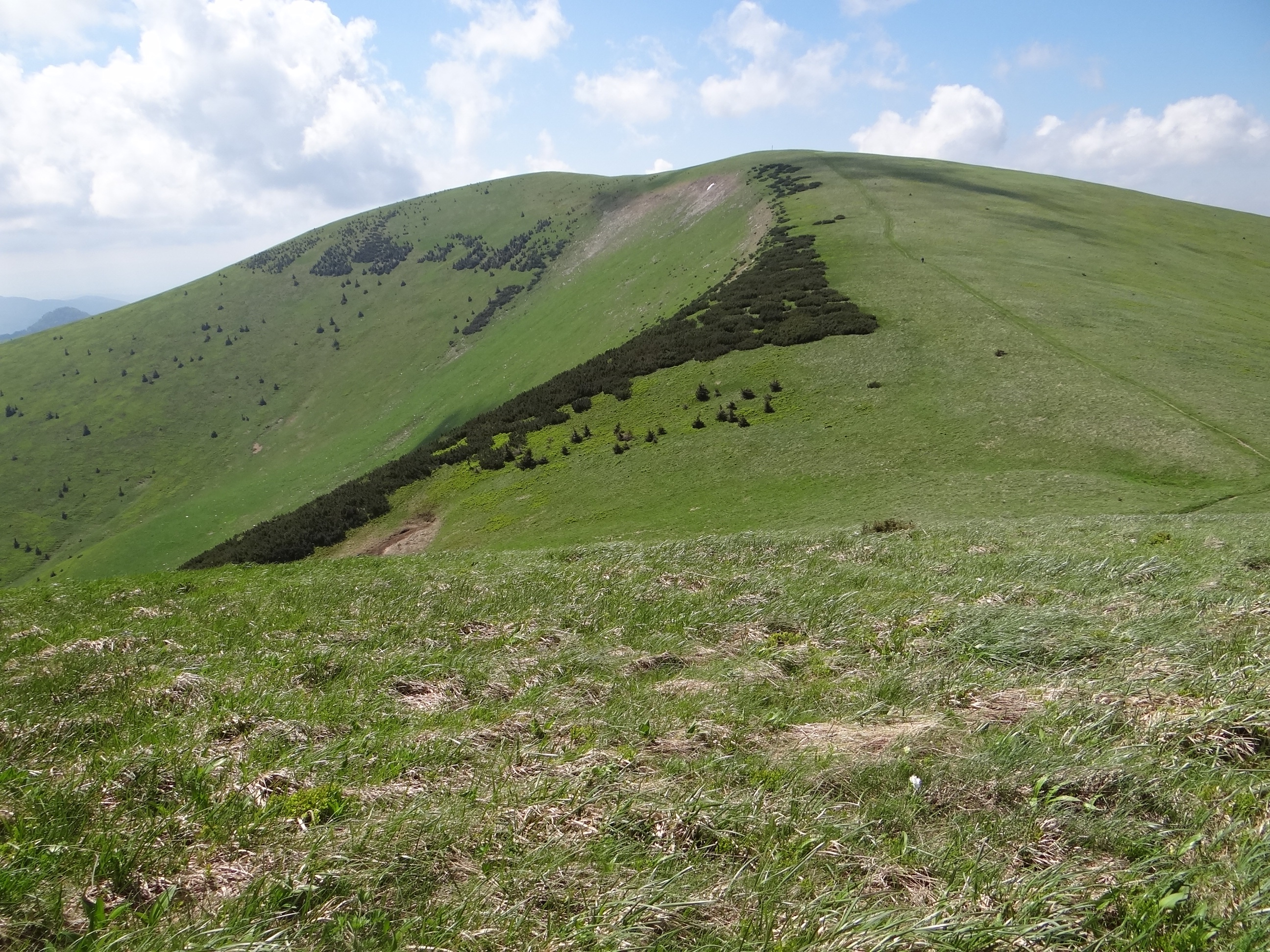

## Przyroda ożywiona
Wierzchołkowe partie Ostredoka, podobnie jak większości wysokich szczytów Halnej Fatry, są niezalesione. Na skutek działalności człowieka górna granica lasu została tu obniżona do 1260–1350 m. W szczególności w masywie Ostredoka zupełnie zanikło piętro kosodrzewiny. W zamknięciach otaczających szczyt dolin, na wysokościach 1000–1200 m, zachowało się kilka większych fragmentów pierwotnych lasów jodłowo-bukowych.

## Turystyka
Ze względu na położenie w centrum Wielkiej Fatry, dość daleko od sieci komunikacyjnej, Ostredok nie jest zbyt często odwiedzany przez turystów. Jego wierzchołek oferuje szeroką panoramę, sięgającą aż po polskie granice. Przez szczyt, w linii wspomnianego głównego grzbietu grupy, biegnie czerwono znakowana Magistala Wielkofatrzańska (Veľkofatranská Magistrála), natomiast od zachodu z Dedošovej doliny wyprowadza nań szlak zielony. Najkrótsze wejścia na szczyt wiodą ze wschodu: z Wyżniej Revúcy (słow. Vyšná Revúca, górna część Liptowskich Revúc) lub ze Starych Hor.
  odcinek: Chata pod Borišovom – Nad Studeným – Ploská – Chyžky – Koniarky – Suchý vrch –  Ostredok – Frčkov – Noštek – Krížna. Deniwelacja 640 m, odległość 9,9 km, czas przejścia 3,30 h, ↓ 2,40 h.
  Drobkov (Dedošová dolina) – Sedlo za Štrochmi – Ostredok. Deniwelacja 740 m, odległość 3,7 km, czas przejścia 2,20 h, ↓ 1,25 h.